# Rudy Grzbiet
 Rudy Grzbiet (niem. Rotenflosskamm, 943 m n.p.m.) – wzniesienie w południowo-zachodniej Polsce, w Sudetach Zachodnich, w Górach Izerskich, w Wysokim Grzbiecie.

## Położenie
Wzniesienie położone jest w środkowej części Gór Izerskich, w połowie Wysokiego Grzbietu, około 3,0 km na południowy wschód od Świeradowa-Zdrój.

## Charakterystyka
Jest to kopulasty szczyt wyrastający ze słabo zaznaczonej kopuły rozciągniętej równoleżnikowo w kształcie niewielkiego grzbietu. Powierzchnia wierzchowiny jest tak wyrównana, że wierzchołek w terenie jest trudno rozpoznawalny. Szczyt i zbocza porasta młody las świerkowy. Wzniesienie zbudowana jest z granitognejsów. Zbocza południowe, zachodnie i wschodnie są bardzo łagodne, północne zaś stromo opada w kierunku doliny Kwisy. Na północny zachód od szczytu wznosi się Szerzawa, a po południowo-wschodniej stronie leży Mokra Przełęcz. Przez wzniesienie przechodzi granica wododziału zlewisk morza Bałtyckiego i Północnego. Na północnym zboczu poniżej 900 m n.p.m. znajduje się strefa źródliskowa dopływów Czerwonego Potoku.

## Inne
- W latach osiemdziesiątych XX wieku w górnych partiach szczytu w wyniku klęski ekologicznej, wywołanej zanieczyszczeniem powietrza, został całkowicie zniszczony las monokultury świerkowej zaszczepiony w XIX wieku. Obecnie na stokach w miejscu zniszczonego lasu rośnie młode pokolenie drzew, o klęsce przypominają jedynie wystające ponad młodnik obumarłe kikuty drzew.

## Turystyka
Przez szczyt prowadzi szlak turystyczny.
 – czerwony Główny Szlak Sudecki im. M. Orłowicza ze Świeradowa-Zdroju.
Na zachodnim zboczu przy szlaku turystycznym znajduje się punkt widokowy na południową część Gór Izerskich. Podnóżem południowego zbocza przechodzi Biała Droga.